# Gare de Tchernivsti
La gare de Tchernivsti est une gare ferroviaire située dans la ville de Tchernivtsi en Ukraine.

## Histoire
La gare accueillait ses premiers passagers le 1er septembre 1866, elle fait partie de la ligne de Chemin de fer Lemberg-Czernowitz-Jassy créée en 1864 par l'empire d'Autriche.

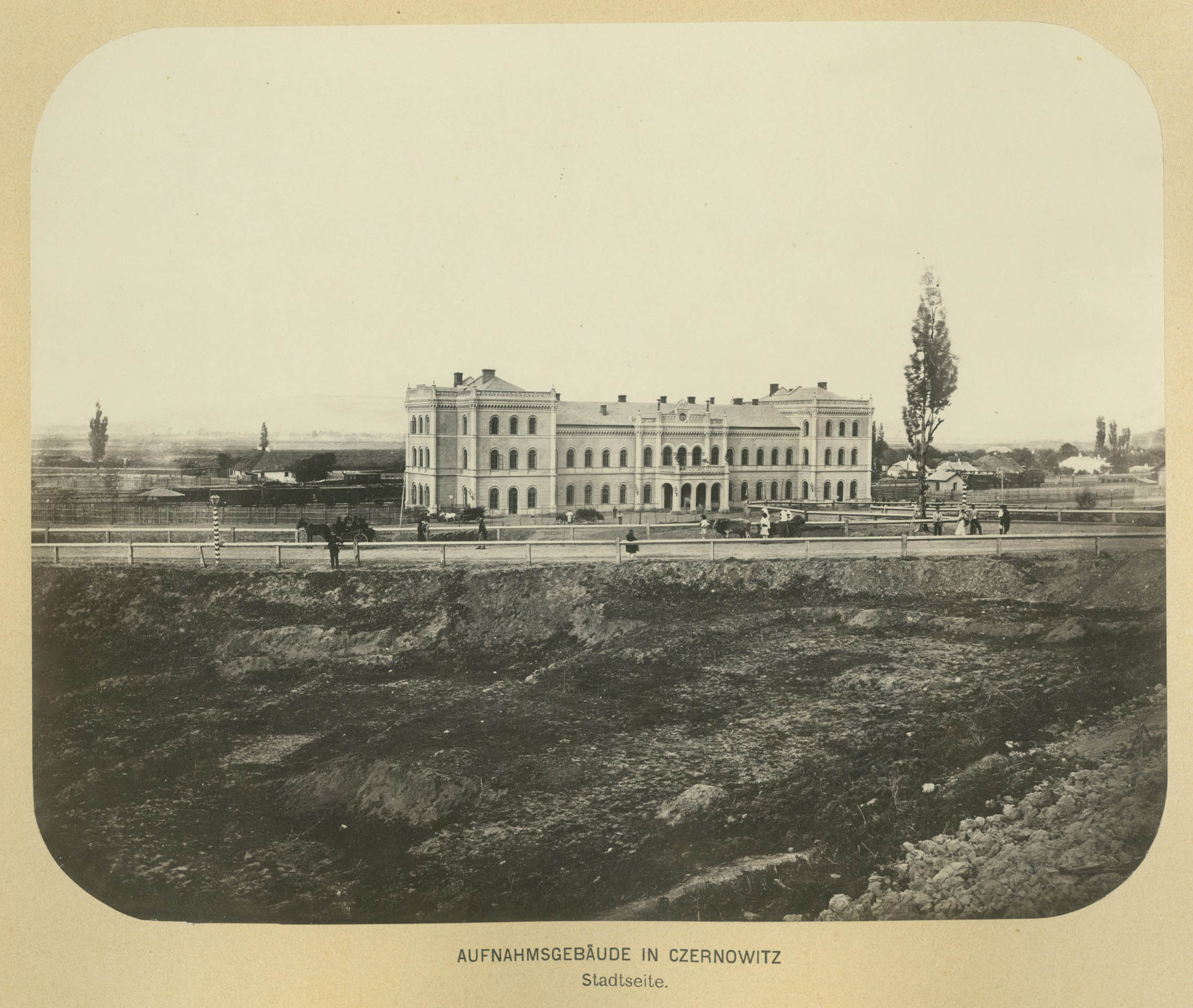
Entre 1866 et 1919 l'ancienne gare.

.